# Holes in the Wall
 (décembre 2022).
Si vous disposez d'ouvrages ou d'articles de référence ou si vous connaissez des sites web de qualité traitant du thème abordé ici, merci de compléter l'article en donnant les références utiles à sa vérifiabilité et en les liant à la section « Notes et références ».
Albums de The Electric Soft Parade
The American Adventure
(2003)
Holes in the Wall est le premier album du groupe pop-rock anglais The Electric Soft Parade. 
Produit par Tom White, Alex White, Chris Hughes, Mark Frith et publié par DB Records, l'album a été enregistré dans divers studios dont la chambre de Tom White.
Écrit par Tom White, sauf Start Again, There's a Silence et It's Wasting Me Away composés par Alex White.
Ce premier album a obtenu un considérable succès critique en Angleterre lors de sa sortie en 2002, porté par de nombreux singles accrocheurs en diable.
Le disque est très agréable même si assez convenu et en deçà des autres albums du groupe.[réf. nécessaire]

## Titres
1. Start Again
2. Empty at the End
3. There's a Silence
4. Something's Got to Give
5. It's Wasting Me Away
6. Silent to the Dark
7. Sleep Alone
8. This Given Line
9. Why Do You Try So Hard to Hate Me?
10. Holes in the Wall
11. Biting the Soles of My Feet
12. Red Balloon for Me